# Entomophaga tabanivora
Entomophaga tabanivora är en svampart som först beskrevs av J.F. Anderson & Magnar., och fick sitt nu gällande namn av Humber 1984. Entomophaga tabanivora ingår i släktet Entomophaga och familjen Entomophthoraceae.   Inga underarter finns listade i Catalogue of Life.